# Mimudea griseocilialis
Mimudea griseocilialis là một loài bướm đêm trong họ Crambidae.